# Виремия
Виремия (на латински: viraemia) е състояние на организма, при което вируси влизат в кръвта и оттам имат достъп до останалата част на тялото. Аналогичното състояние, при което бактерии навлизат в кръвния поток, се нарича бактериемия.
Виремията бива първична и вторична:
- при първичната вирусът попада директно в кръвния поток;
- при вторичната вирусът се размножава в различни тъкани на тялото и едва след това попада в кръвта.

В зависимост от това дали вирусът се намножава преди това или не, виремията бива активна или пасивна:
- активна е виремията, при която вирусът се намножава предварително в клетки от организма;
- пасивна е виремията, при която заразният агент попада директно в кръвта (например при директно впръскване от слюнката на комар).